# Volvo F10, F12 i F16
Volvo F10, F12 i F16 – seria samochodów ciężarowych produkowanych przez Volvo Trucks w latach 1977–1993. Produkcja F10 i F12 została uruchomiona w 1977 roku, z wieloma innowacjami, jak na swoje czasy, przede wszystkim kabiną z wysokim poziomem bezpieczeństwa i ergonomii dla kierowcy. Potężny model F16 wszedł do produkcji w 1987 roku, zaledwie 10 lat po premierze modeli F10 i F12.
Seria tych ciężarówek była ogromnym sukcesem dla Volvo, ponad 200 000 egzemplarzy zostało wyprodukowane między 1977 i 1993 rokiem. 
Podstawowe elementy podwozia jak również części układu napędowego ciężarówek po uruchomieniu produkcji w 1977 roku były w dużej mierze oparte na tych wprowadzonych w roku 1973 dla ciężarówek Volvo serii N. Numeracja w tych modelach odpowiada pojemności silnika w litrach. Różne jednostki były oferowane, a silniki przeszły kilka zmian na przestrzeni lat. Wszystkie silniki były prostymi 6-cylindrowymi silnikami wysokoprężnymi z turbodoładowaniem o własnej konstrukcji Volvo .
Seria przeszła dwie modernizacje w czasie produkcji. Pierwsza z nich w 1983 roku, która zawierała istotne zmiany w kabinie, (większa przednia szyba i podwyższony dach) nowe podwozie o zmniejszonej wadze z resorami parabolicznymi oraz przestronną kabiną "Globetrotter" która była oferowana jako opcja. Silniki też zostały ulepszone, ale moc była niezmieniona.
Druga modernizacja miała miejsce w 1987 roku, wraz z nadejściem potężnego F16 i kilku zmian kosmetycznych. Ciężarówka F16 miała nowy sześciocylindrowy, rzędowy silnik z czterema zaworami na cylinder i umieszczonym w głowicy wałkiem rozrządu. Został on szeroko zastosowany do ciągnięcia ciężkich ładunków, np. do przewozu drewna w Skandynawii i dla pociągów drogowych w Australii. 
Seria F została zastąpiona przez Volvo FH w 1994 roku.